# Salpêtre sanglant
Salpêtre sanglant (Caliche sangriento) est un film chilien réalisé par Helvio Soto, sorti en 1971.

## Synopsis
Un épisode de la guerre du Pacifique qui, de 1879 à 1884, vit le Chili affronter le Pérou et la Bolivie.

## Fiche technique
- Titre : Salpêtre sanglant
- Titre original : Caliche Sangriento
- Réalisation : Helvio Soto
- Scénario : Helvio Soto
- Photographie : Silvio Caiozzi
- Musique : Tito Lederman
- Montage : Carlos Piaggio
- Son : Gonzalo Salvo
- Production : Icla Films
- Durée : 115 minutes
- Pays :  Chili
- Date de sortie : 
  -  France : 9 mai 1971

## Distribution
- Hector Duvauchelle
- Jorge Guerra
- Patricia Guzmán
- Mario Bernal
- Arnoldo Berrios
- Jorge Lillo
- Jaime Vadell
- Jorge Yanez

## Distinctions
Le film a été présenté à la Quinzaine des réalisateurs, en sélection parallèle du festival de Cannes 1970.